# Tulipa nitida
Tulipa nitida är en liljeväxtart som beskrevs av Johannes Marius Cornelis John Hoog. Tulipa nitida ingår i släktet tulpaner, och familjen liljeväxter. Inga underarter finns listade.